# فهرست فیلم‌های ایرانی سال ۱۳۱۲
فهرست فیلم‌های ایرانی سال ۱۳۱۲

## فهرست
| عنوان                | کارگردان        | فیلم‌نامه‌نویس(ها) | بازیگران                         |
| -------------------- | --------------- | ---------------- | -------------------------------- |
| حاجی آقا آکتور سینما | اوانس اوهانیانس | اوانس اوهانیانس  | حبیب‌الله خان مراد، آسیا قسطانیان |
| دختر لر              | اردشیر ایرانی   | عبدالحسین سپنتا  | روح‌انگیز سامی‌نژاد                |